# 夜叉乐队
夜叉乐队（YAKSA），1995年成立于四川，名字取材于佛教及印度教神话中一种凶猛的神。1997年到辗转至北京发展，风格也从早期的重金屬到后车库到朋克直至目前的新金属。到2006年为止乐队已经发行的两张专辑分别为《自由》(2000年)和《发发发》(2003年)。

## 乐队成员
- 主唱:胡松
- 吉他:黄涛
- 吉他:馬凱
- 贝司:韓天
- 鼓手:球球